# 长沙电力职业技术学院
28°13′07″N 113°06′31″E / 28.218746°N 113.108561°E
长沙电力职业技术学院位于湖南省长沙市长沙经济技术开发区盼盼路，为湖南省一所高等专科大学。

## 历史
1956年，湖南省教育厅建立了“湖南省电力技工学校”，招收中专生，是长沙电力职业技术学院的前身。
1984年，湖南省建立了长沙电力学校；1985年，湖南省建立了湖南省电力职工中等专业学校；1996年，湖南省建立了湖南省电力公司培训中心。
2005年，长沙电力学校、湖南省电力职工中等专业学校、湖南省电力公司培训中心三校合并为“长沙电力职业技术学院”，并且升级为为高等职业技术学院。

## 学校院系
长沙电力职业技术学院拥有四个系，10个专业。

### 系
电力工程系、动力工程系、信息工程系、经济管理系

### 专业
| - 电力系统及自动化 - 供用电技术 - 电气自动化技术 - 高压输变电线路与施工 - 热能动力工程 | - 火电厂集控运行 - 生产过程自动化 - 电子商务 - 计算机通信技术 - 市场营销 |

## 学校文化

### 校训
立德立能，日学日新

### 校风
严明严谨，求实求效

### 教风
博学善教，敬业爱生

### 学风
勤学善思，苦练躬行

### 官方刊物
《电力职业技术学刊》

### 办学模式
校企一体、教培共融

### 办学定位
依托行业，服务行业；对接企业，提升企业

### 教学理念
传授知识，培养学习能力；传授技艺，培养实践能力

## 荣誉
- “教育部高职高专人才培养工作水平评估优秀等级” [1]
- “全国电力行业高技能人才培养基地”[1]
- “全国职业技能鉴定示范单位[1]
- “全国‘三下乡’社会实践先进单位”[1]
- “湖南省首届十佳学习型组织”[1]
- “湖南省文明高校”[1]
- “湖南省直文明标兵单位”[1]
- “湖南省技能人才培养先进单位”[1]
- “湖南省普通高校招生工作先进单位”[1]